# Río Bergantes

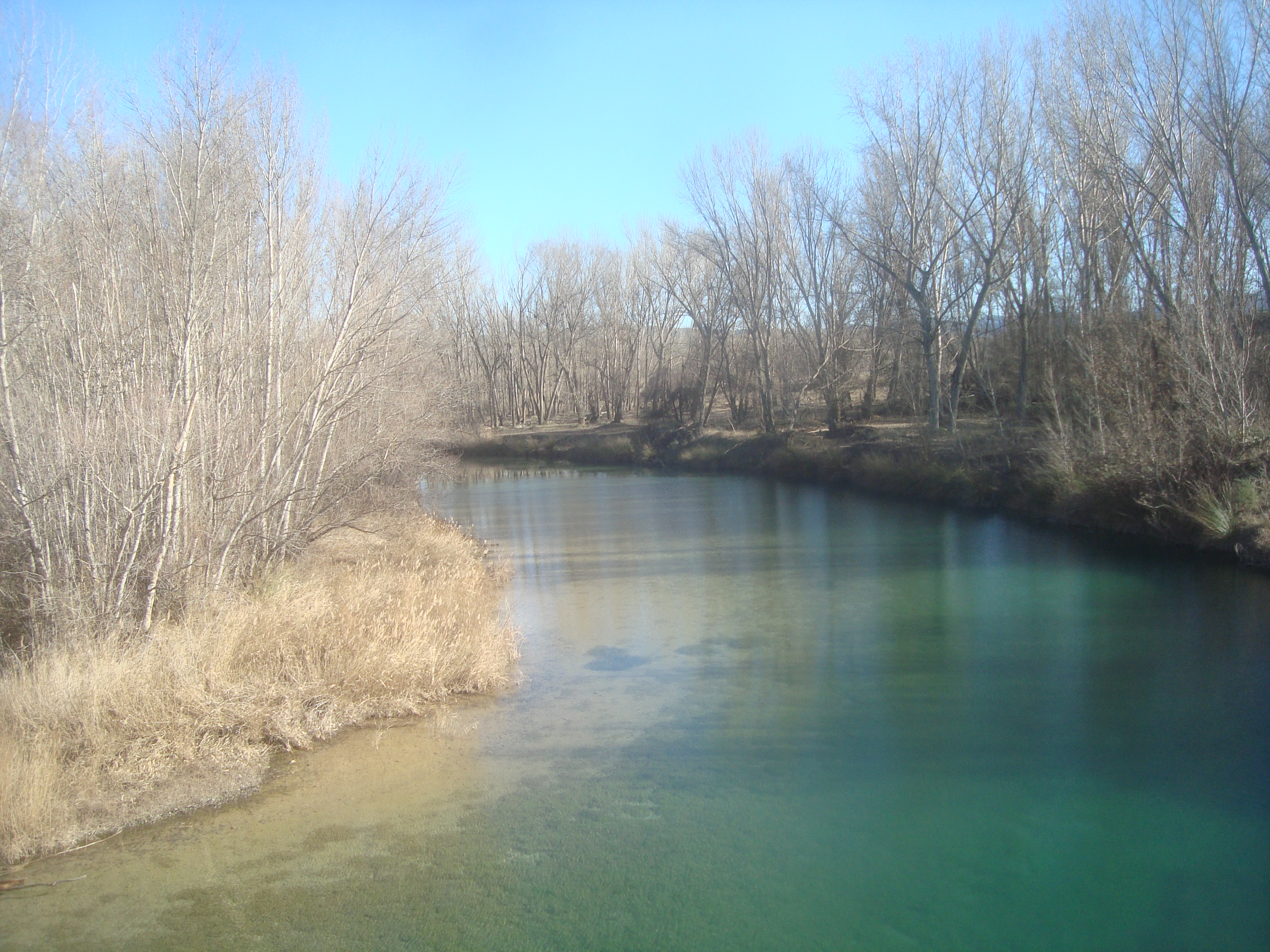
Río Bergantres.

Río Bergantes är ett vattendrag i Spanien. Det ligger i den östra delen av landet, 300 km öster om huvudstaden Madrid.

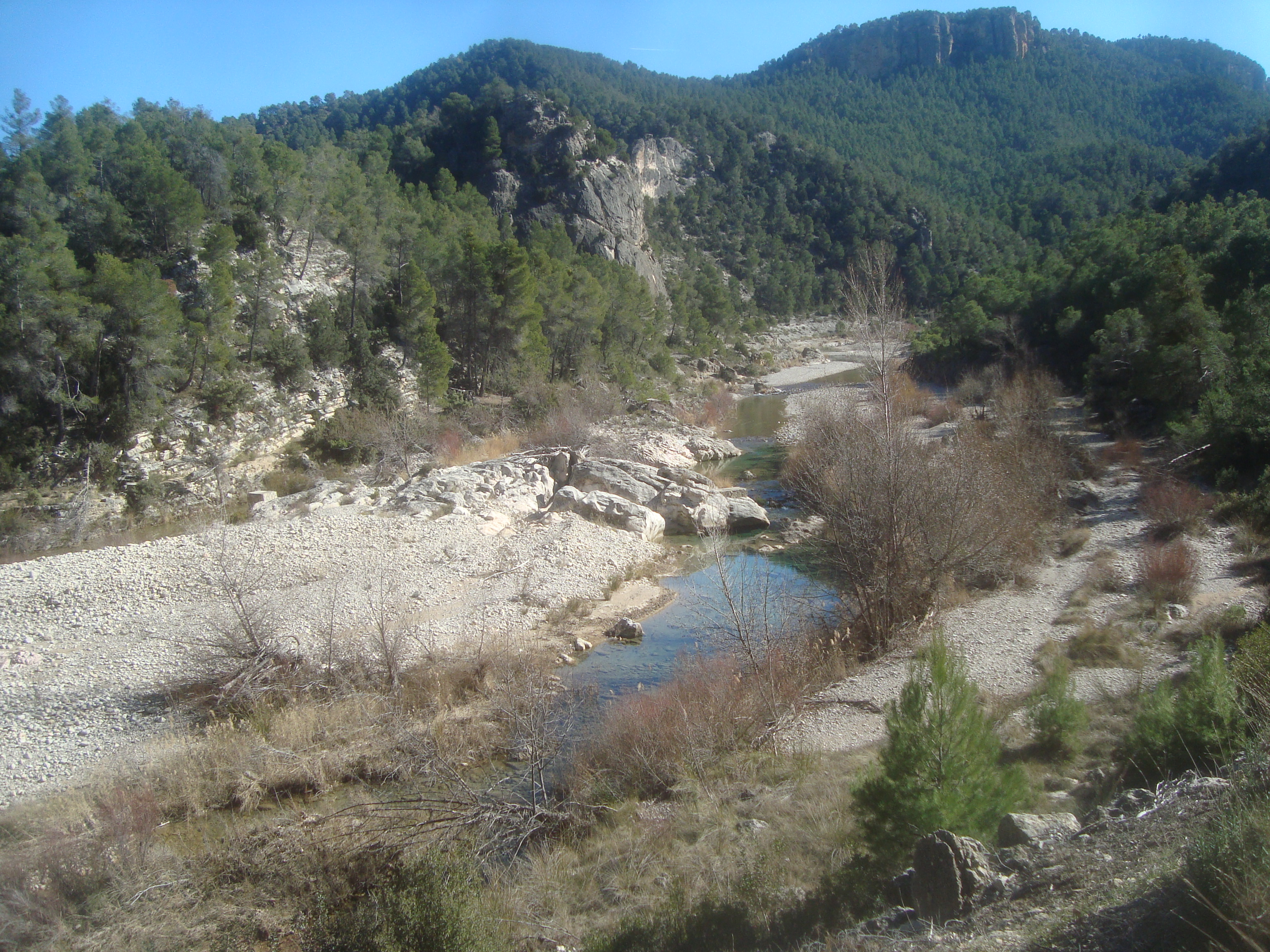
Río Bergantes.